# La minaccia (film 2007)
La minaccia è un film documentario italiano del 2007 diretto da Silvia Luzi e Luca Bellino.

## Trama
Un viaggio con il presidente Hugo Chávez verso la riserva di petrolio più grande del mondo, alle falde del fiume Orinoco, è il pretesto per entrare nelle vite dei venezuelani a 9 anni dall'inizio della rivoluzione bolivariana.
Le missioni governative per combattere fame e analfabetismo, la creazione di un sistema di sanità pubblica e lo sviluppo di un'economia basata sul lavoro cooperativo sono alcune delle operazioni che caratterizzano l'era Chávez. Dall'altro lato il Venezuela e le sue 60 morti violente a settimana e i suoi ospedali collassati, la chiusura del canale televisivo più seguito, i vecchi immigrati europei in fuga, la lista nera degli oppositori e l'onnipresente propaganda governativa.

## Riconoscimenti
- David di Donatello 2008
  - Candidatura come miglior documentario lungometraggio